# Conotrachelus vicinus
Conotrachelus vicinus – gatunek chrząszcza z rodziny ryjkowcowatych.

## Zasięg występowania
Ameryka Południowa, występuje w Argentynie, Boliwii, Paragwaju oraz w Urugwaju.

## Budowa ciała
Ciało krępe, owalne w zarysie. Przednia krawędź pokryw znacznie szersza od przedplecza, lekko pofalowana. Na ich powierzchni podłużne żeberkowanie. Przedplecze duże, szerokie niemal okrągłe w zarysie w tylnej części, z przodu znacznie i dość ostro zwężone. Ciało pokryte dość gęstą szczecinką.
Ubarwienie pokryw szarobrązowe, przedplecze czarnobrązowe z dwiema jasnymi pręgami układającymi się w kształt odwróconej litery "V".